# Lördans
Lördans var ett dansbandsprogram i SVT, som sändes under sju lördagskvällar 1987.

## Program
1. Bhonus - Stefan Borsch & Anders Engbergs orkester
2. Sten & Stanley - Pererix
3. Schytts - Rose-Band
4. Vikingarna - Svänzons
5. Börge Lindgrens - Flamingokvintetten
6. Ingmar Nordströms - Wizex
7. Good Timers - Streaplers

### Fotnoter
1. 1 2  Lördans, eftertexter.[källa från Wikidata]
2. ↑  Lördans, eftertexter.[källa från Wikidata]
3. ↑  ”Minns ni tv-programmet Lördans?”. Får jag lov. 17 april 2013. http://fjl.se/nyheter/minns-ni-tv-programmet-lordans/. Läst 8 november 2015.